# Сирс, Уильям Рис
Уильям Рис Сирс (англ. William Rees Sears, 1 марта 1913, Миннеаполис, Миннесота — 12 октября 2002, Тусон, Аризона) — известный американский специалист в области авиации и педагог высшей школы.
Член Национальной инженерной академии США (1968), Национальной академии наук США (1974).

## Биография
Родился в Миннеаполисе, штат Миннесота, в семье Уильяма и Гертруды Сирс.
Получив степень бакалавра в Университете Миннесоты (1934), поступил в Калифорнийский технологический институт для обучения у Теодора фон Кармана, директора Авиационной лаборатории Гуггенхайма (GALCIT). Там он познакомился с секретарём фон Кармана Мейбл Роудс, и вскоре они поженились. В этом браке родились сын и дочь.
Получил докторскую степень в 1938 году, написав диссертацию, касающуюся аэродинамических поверхностей в неустановившемся движении, работу, которая заложила основы для будущих разработок в этой области.
В 1937 году Сирс был назначен инструктором по аэронавтике в Калифорнийском технологическом институте, а в 1940 году получил звание доцента. В число его коллег в эти годы входили Цянь Сюэсень и Френк Малина. Благодаря дружбе фон Кармана с Джеком Нортропом, Сирс стал участвовать в консультациях по аэродинамическим проблемам на самолётах Northrop. В 1941 году Сирс принял предложение Джека Нортропа стать руководителем аэродинамических исследований и лётных испытаний.
Когда Сирс был младшим преподавателем в Калифорнийском технологическом институте, его попросили направить Программу обучения гражданских пилотов, федеральную программу, которая предлагала молодым людям возможность получить лицензию частного пилота и получить подготовку к возможному военному полёту в случае, если Соединённые Штаты вступят в войну. Сирс не только администрировал программу, но и воспользовался возможностью, чтобы получить собственную лицензию пилота.
В Нортропе Сирс возглавил команду, которая спроектировала Нортроп Н-1М, который впоследствии привёл к полётам самолётов Нортроп Н9М, Нортроп ХВ-35 и Нортроп ЙБ-49. Он также возглавлял команду, разработавшую Northrop P-61 Black Widow. В конце Второй мировой войны он сопровождал группу авиационных экспертов во главе с фон Карманом, чтобы изучить опыт Германии в исследованиях по аэродинамике.
Сирс решил вернуться к академической жизни в 1946 году. Он поступил на факультет Корнеллского университета в качестве основателя и первого директора Высшей школы авиационной инженерии. В течение нескольких лет Высшая школа авиационной инженерии Корнелла была признана одной из лучших в мире. Он и его многочисленные ученики были первопроходцами во многих вопросах теории крыла, нестационарных течений, магнитной гидродинамики и разработали сложную конструкцию аэродинамической трубы для изучения трансзвукового течения. Он оставался очень близок к фону Карману, который часто посещал авиационную школу Корнелла. В 1962 году Сирс был назван профессором технических наук Дж. Л., а в 1963 году он ушёл с поста директора авиационной школы после 17 лет работы. Годом ранее он основал и стал директором Корнеллского центра прикладной математики.
Прежняя его работа в Нортропе давала ему мало возможностей летать, его переезд в Корнелл предоставил больше возможностей. За более чем 50-летний опыт работы в качестве частного пилота он налетал 8000 часов, прежде чем завершить полёты в 1990 году. За эти годы он овладел управлением несколькими самолётами, в том числе Муни M-18 Mite, Beech A35 Bonanza, Piper Comanche и, наконец, Piper Twin Comanche
В 1974 году, после 28 лет работы в Корнелле, Сирс поступил на факультет аэрокосмического и машиностроения в Университете Аризоны. Четыре года спустя его присвоили звание заслуженного профессора, но он оставался активным преподавателем и выполнил большую часть своей важной аналитической и экспериментальной работы в аэродинамических трубах с адаптивной стенкой.
Сирс был членом Национальной инженерной академии США, Национальной академии наук США, Американской академии наук и искусств и Национальной академии наук Мексики. Он был почётным научным сотрудником Американского института аэронавтики и космонавтики и редактором журнала «Аэронавтика» с 1955 по 1963 год. За свою жизнь он получил множество наград и премий, в том числе медаль Гуггенхайма и в 1974 году кольцо Людвига Прандтля от Немецкого общества аэронавтики и астронавтики за «выдающийся вклад в области аэрокосмической промышленности». В 1988 году Калтех вручил ему награду за выдающиеся заслуги. Он также был назван выдающимся выпускником Университета Миннесоты и был удостоен звания почётного доктора Университета Аризоны.
Сирс был также опытным музыкантом, начинал как перкуссионист. Он обучился на барабанщика в танцевальных коллективах и после переезда в Калифорнию несколько лет был тимпанистом в Пасадене. Позже, в Корнелле, он стал опытным специалистом по записи в университетской группе, интересующейся средневековой музыкой. Он играл с Collegium Musicum в университете Аризоны в течение 20 лет.
Имя Сирса дано телу оптимальной формы в сверхзвуковом потоке газа (тело Сирса-Хаака).